# گمینا گرومنگک
گمینا گرومنگک (به لهستانی:  Gmina Gromnik) یک گمینا در لهستان است که در شهرستان تارنوف واقع شده‌است. گمینا گرومنگک ۶۹٫۸۱ کیلومتر مربع مساحت و ۸٬۳۴۸ نفر جمعیت دارد.